# Крістіан Боланьйос
Крістіан Боланьйос (ісп. Cristian Bolaños, нар. 17 травня 1984, Атільйо) — костариканський футболіст, півзахисник «Сапрісси» та національної збірної Коста-Рики.

## Клубна кар'єра
У дорослому футболі дебютував 2001 року виступами за команду клубу «Сапрісса», в якій провів шість сезонів, взявши участь у 138 матчах чемпіонату. Більшість часу, проведеного у складі «Сапрісси», був основним гравцем команди і став дворазовим чемпіоном Коста-Рики і переможцем Ліги чемпіонів КОНКАКАФ. Останній титул дав йому можливість у складі своєї команди взяти участь у клубному чемпіонаті світу 2005 року, де «Сапрісса» посіла третє місце, а сам гравець забив один гол і отримав нагороду «Бронзовий м'яч» як третій кращий гравець турніру. Після цього турніру Боланьйос пройшов десятиденну стажування в «Ліверпулі», однак контракт не був підписаний. У серпні 2006 року гравець підписав контракт з англійським «Чарльтон Атлетік», але не отримав дозволу на роботу в Англії.
У червні 2007 перейшов в «Оденсе», де добре зарекомендував себе. Відіграв за команду з Оденсе наступні два сезони своєї ігрової кар'єри.
У листопаді 2008 року уклав контракт з норвезьким «Стартом» (Крістіансанн), у складі якого провів наступні півтора року своєї кар'єри гравця. Граючи у складі «Старта» також здебільшого виходив на поле в основному складі команди.
У серпні 2010 року повернувся до Данії, ставши гравцем «Копенгагена». За чотири сезони встиг відіграти за команду зі столиці Данії понад 100 матчів в національному чемпіонаті і виграв два чемпіонства та один національний Кубок.
8 вересня 2014 року повернувся на батьківщину і підписав контракт з «Картагінесом», але вже взимку покинув клуб і став гравцем катарського клубу «Аль-Гарафа». Втім і там футболіст провів лише пів року, після чого став гравцем рідної «Сапрісси».
20 січня 2016 року підписав контракт з канадським клубом «Ванкувер Вайткепс». Провів з клубом у МЛС два наступних сезони, а в кінці 2017 року знову повернувся в «Сапріссу».

## Виступи за збірну
У складі юнацької збірної Коста-Рики до 17 років взяв участь у юнацькому чемпіонаті світу 2001 року у Тринідаді і Тобаго, зігравши у 4 іграх.
24 травня 2005 року дебютував в офіційних матчах у складі національної збірної Коста-Рики в зустрічі з Норвегією. Наразі провів у формі головної команди країни 80 матчів, забивши 7 голів.
У складі збірної був учасником трьох розіграшів Золотого кубка КОНКАКАФ: у 2005, 2007 та 2011 роках, трьох чемпіонатах світу — 2006 року, що проходив у Німеччині, 2014 року у Бразилії та 2018 року у Росії, а також на ювілейному розіграші розіграшу Кубка Америки 2016 року у США, приуроченому до 100-річчя турніру.
| Дата       | Місто                  | Господарі         | Результат                | Гості             | Турнір              | Голи | Примітки |
| ---------- | ---------------------- | ----------------- | ------------------------ | ----------------- | ------------------- | ---- | -------- |
| 24-05-2005 | Осло                   | Норвегія          | 1 – 0                    | Коста-Рика        | товариський матч    | -    | 61'      |
| 08-06-2005 | Сан-Хуан               | Коста-Рика        | 3 – 2                    | Гватемала         | Відбір до ЧС 2006   | -    |          |
| 07-07-2005 | Сіетл                  | Канада            | 0 – 1                    | Коста-Рика        | Кубок КОНКАКАФ 2005 | -    |          |
| 09-07-2005 | Сіетл                  | Куба              | 1 – 3                    | Коста-Рика        | Кубок КОНКАКАФ 2005 | -    | 75'      |
| 12-07-2005 | Фоксборо (Массачусетс) | США               | 0 – 0                    | Коста-Рика        | Кубок КОНКАКАФ 2005 | -    | 77' 62'  |
| 16-07-2005 | Фоксборо (Массачусетс) | Гондурас          | 3 – 2                    | Коста-Рика        | Кубок КОНКАКАФ 2005 | 1    | 36' 35'  |
| 17-08-2005 | Мехіко                 | Мексика           | 2 – 0                    | Коста-Рика        | Відбір до ЧС 2006   | -    | 75'      |
| 03-09-2005 | Панама                 | Панама            | 1 – 3                    | Коста-Рика        | Відбір до ЧС 2006   | -    | 33' 40'  |
| 07-09-2005 | Сан-Хуан               | Коста-Рика        | 2 – 0                    | Тринідад і Тобаго | Відбір до ЧС 2006   | -    | 56'      |
| 09-11-2005 | Фор-де-Франс           | Франція           | 3 – 2                    | Коста-Рика        | товариський матч    | -    | 65'      |
| 11-02-2006 | Сан-Франциско          | Коста-Рика        | 1 – 0                    | Південна Корея    | товариський матч    | -    | 56'      |
| 01-03-2006 | Тегеран                | Іран              | 3 – 2                    | Коста-Рика        | товариський матч    | -    |          |
| 28-05-2006 | Київ                   | Україна           | 4 – 0                    | Коста-Рика        | товариський матч    | -    | 56'      |
| 30-05-2006 | Яблонець-над-Нисою     | Чехія             | 1 – 0                    | Коста-Рика        | товариський матч    | -    | 78'      |
| 09-06-2006 | Мюнхен                 | Німеччина         | 4 – 2                    | Коста-Рика        | ЧС 2006             | -    | 78'      |
| 20-06-2006 | Ганновер               | Коста-Рика        | 1 – 2                    | Польща            | ЧС 2006             | -    | 78'      |
| 03-06-2007 | Сан-Хуан               | Коста-Рика        | 2 – 0                    | Чилі              | товариський матч    | -    | 67{'     |
| 06-06-2007 | Маямі                  | Канада            | 2 – 1                    | Коста-Рика        | Кубок КОНКАКАФ 2007 | -    | 67'      |
| 14-10-2007 | Сан-Сальвадор          | Сальвадор         | 2 – 2                    | Коста-Рика        | товариський матч    | -    | 65'      |
| 18-10-2007 | Сан-Хуан               | Коста-Рика        | 1 – 1                    | Гаїті             | товариський матч    | -    | 64'      |
| 14-06-2008 | Сент-Джорджес          | Гренада           | 2 – 2                    | Коста-Рика        | Відбір до ЧС 2010   | -    | 71' 70'  |
| 04-06-2009 | Сан-Хуан               | Коста-Рика        | 3 – 1                    | США               | Відбір до ЧС 2010   | -    | 72'      |
| 07-06-2009 | Скарборо               | Тринідад і Тобаго | 2 – 3                    | Коста-Рика        | Відбір до ЧС 2010   | -    | 51'      |
| 13-08-2009 | Сан-Педро-Сула         | Гондурас          | 4 – 0                    | Коста-Рика        | Відбір до ЧС 2010   | -    | 86' 43'  |
| 10-09-2009 | Сан-Сальвадор          | Сальвадор         | 1 – 0                    | Коста-Рика        | Відбір до ЧС 2010   | -    | 53' 70'  |
| 11-10-2009 | Сан-Хуан               | Коста-Рика        | 4 – 0                    | Тринідад і Тобаго | Відбір до ЧС 2010   | -    | 68'      |
| 15-10-2009 | Вашингтон              | США               | 2 – 2                    | Коста-Рика        | Відбір до ЧС 2010   | -    | 82'      |
| 15-11-2009 | Сан-Хуан               | Коста-Рика        | 0 – 1                    | Уругвай           | Відбір до ЧС 2010   | -    |          |
| 19-11-2009 | Монтевідео             | Уругвай           | 1 – 1                    | Коста-Рика        | Відбір до ЧС 2010   | -    | 14'      |
| 26-05-2010 | Ланс                   | Франція           | 2 – 1                    | Коста-Рика        | товариський матч    | -    | 56'      |
| 01-06-2010 | Сьйон                  | Швейцарія         | 0 – 1                    | Коста-Рика        | товариський матч    | -    |          |
| 10-02-2011 | Пуерто-ла-Крус         | Венесуела         | 2 – 2                    | Коста-Рика        | товариський матч    | -    | 70'      |
| 27-03-2011 | Сан-Хосе               | Коста-Рика        | 2 – 2                    | КНР               | товариський матч    | -    | 65'      |
| 29-03-2011 | Сан-Хосе               | Коста-Рика        | 0 – 0                    | Аргентина         | товариський матч    | -    | 76'      |
| 06-06-2011 | Даллас                 | Коста-Рика        | 5 – 0                    | Куба              | Кубок КОНКАКАФ 2011 | -    | 68'      |
| 10-06-2011 | Шарлотт                | Коста-Рика        | 1 – 1                    | Сальвадор         | Кубок КОНКАКАФ 2011 | -    | 62'      |
| 13-06-2011 | Чикаго                 | Мексика           | 4 – 1                    | Коста-Рика        | Кубок КОНКАКАФ 2011 | -    | 29'      |
| 18-06-2011 | Іст-Ратерфорд          | Коста-Рика        | 1 – 1 д.ч. (3 – 5) п.п.) | Гондурас          | Кубок КОНКАКАФ 2011 | -    | 69'      |
| 08-10-2011 | Сан-Хосе               | Коста-Рика        | 0 – 1                    | Бразилія          | товариський матч    | -    | 66'      |
| 08-09-2012 | Сан-Хосе               | Коста-Рика        | 0 – 2                    | Мексика           | Відбір до ЧС 2014   | -    |          |
| 12-09-2012 | Мехіко                 | Мексика           | 1 – 0                    | Коста-Рика        | Відбір до ЧС 2014   | -    |          |
| 13-10-2012 | Сан-Сальвадор          | Сальвадор         | 0 – 1                    | Коста-Рика        | Відбір до ЧС 2014   | -    |          |
| 17-10-2012 | Сан-Хосе               | Коста-Рика        | 7 – 0                    | Гаяна             | Відбір до ЧС 2014   | 1    | 75'      |
| 07-02-2013 | Панама                 | Панама            | 2 – 2                    | Коста-Рика        | Відбір до ЧС 2014   | -    | 62'      |
| 23-03-2013 | Коммерс-Сіті           | США               | 1 – 0                    | Коста-Рика        | Відбір до ЧС 2014   | -    | 59'      |
| 08-06-2013 | Сан-Хосе               | Коста-Рика        | 1 – 0                    | Гондурас          | Відбір до ЧС 2014   | -    | 81'      |
| 12-06-2013 | Мехіко                 | Мексика           | 0 – 0                    | Коста-Рика        | Відбір до ЧС 2014   | -    | 66'      |
| 19-06-2013 | Сан-Хосе               | Коста-Рика        | 2 – 0                    | Панама            | Відбір до ЧС 2014   | -    | 65'      |
| 07-09-2013 | Сан-Хосе               | Коста-Рика        | 3 – 1                    | США               | Відбір до ЧС 2014   | -    | 36' 86'  |
| 11-10-2013 | Сан-Педро-Сула         | Гондурас          | 1 – 0                    | Коста-Рика        | Відбір до ЧС 2014   | -    | 69'      |
| 16-10-2013 | Сан-Хосе               | Коста-Рика        | 2 – 1                    | Мексика           | Відбір до ЧС 2014   | -    |          |
| 03-06-2014 | Тампа                  | Коста-Рика        | 1 – 3                    | Японія            | товариський матч    | -    | 65'      |
| 07-06-2014 | Честер                 | Коста-Рика        | 1 – 1                    | Ірландія          | товариський матч    | -    | 74'      |
| 14-06-2014 | Форталеза              | Уругвай           | 1 – 3                    | Коста-Рика        | ЧС 2014             | -    | 88'      |
| 20-06-2014 | Ресіфі                 | Італія            | 0 – 1                    | Коста-Рика        | ЧС 2014             | -    |          |
| 24-06-2014 | Белу-Оризонті          | Коста-Рика        | 0 – 0                    | Англія            | ЧС 2014             | -    | 59'      |
| 29-06-2014 | Ресіфі                 | Коста-Рика        | 1 – 1 д.ч. (6 – 4) п.п.) | Греція            | ЧС 2014             | -    | 83'      |
| 05-07-2014 | Салвадор               | Нідерланди        | 0 – 0 д.ч. (4 – 3) п.п.) | Коста-Рика        | ЧС 2014             | -    |          |
| 14-11-2015 | Сан-Хосе               | Коста-Рика        | 1 – 0                    | Гаїті             | Відбір до ЧС 2018   | -    | 61'      |
| 18-11-2015 | Панама                 | Панама            | 2 – 2                    | Коста-Рика        | Відбір до ЧС 2018   | -    | 72'      |
| 26-03-2016 | Кінгстон (Ямайка)      | Ямайка            | 1 – 1                    | Коста-Рика        | Відбір до ЧС 2018   | -    | 56'      |
| 30-03-2016 | Сан-Хосе               | Коста-Рика        | 3 – 0                    | Ямайка            | Відбір до ЧС 2018   | 1    | 74'      |
| 28-05-2016 | Сан-Хосе               | Коста-Рика        | 2 – 1                    | Венесуела         | товариський матч    | -    | 60'      |
| 04-06-2016 | Орландо                | Коста-Рика        | 0 – 0                    | Парагвай          | Копа Америка 2016   | -    | 78'      |
| 08-06-2016 | Чикаго                 | США               | 4 – 0                    | Коста-Рика        | Копа Америка 2016   | -    |          |
| 12-06-2016 | Х'юстон                | Колумбія          | 2 – 3                    | Коста-Рика        | Копа Америка 2016   | -    |          |
| Усього     |                        | Матчів            | 66                       |                   | Голів               | 3    |          |

## Титули і досягнення
- Чемпіон Данії (2):

«Копенгаген»:  2010-11, 2012-13
- Володар Кубка Данії (1):

«Копенгаген»: 2011–12
- володар Кубка чемпіонів КОНКАКАФ (1):

«Сапрісса»:  2005